# Enteromius urostigma
Enteromius urostigma é uma espécie de peixe actinopterígeo da família Cyprinidae.
Pode ser encontrada nos seguintes países: Burundi, República Democrática do Congo, Tanzânia e Zâmbia.
Os seus habitats naturais são: rios.
Está ameaçada por perda de habitat.